# 투과전자현미경
투과 전자 현미경(transmission electron microscope, TEM) 또는 투과 전자 현미경검사(transmission electron microscopy, 투과 전자 현미경검사법, 투과 전자 현미경법)는 전자빔이 표본을 통과하여 이미지를 형성하는 현미경 또는 해당 기술이다. 표본은 대부분 두께가 100 nm 미만인 매우 얇은 부분이거나 그리드 위의 현탁액이다. 빔이 시료를 통과할 때 전자와 시료의 상호 작용으로 이미지가 형성된다. 그런 다음 이미지는 확대되어 형광 스크린, 사진 필름 층, 전하 결합 장치에 부착된 섬광체 또는 직접 전자 검출기와 같은 검출기 등의 이미징 장치에 초점을 맞춘다.
투과전자현미경은 전자의 드브로이 파장이 더 작기 때문에 광학 현미경보다 훨씬 더 높은 해상도로 영상을 촬영할 수 있다. 이를 통해 장비는 광학 현미경으로 볼 수 있는 분해 가능한 물체보다 수천 배 더 작은 원자 단일 기둥만큼 작은 세부 사항도 포착할 수 있다. 투과전자현미경은 물리, 화학, 생물학 분야의 주요 분석 방법이다. TEM은 암 연구, 바이러스학, 재료과학은 물론 오염, 나노기술, 반도체 연구뿐만 아니라 고생물학, 화분학 등 다른 분야에도 적용된다.
TEM 장비에는 기존 이미징, 스캐닝 TEM 이미징(STEM), 회절, 분광학 및 이들의 조합을 포함한 다양한 작동 모드가 있다. 기존 이미징 내에서도 "이미지 대비 메커니즘"이라고 불리는 근본적으로 다른 대비 생성 방식이 많이 있다. 각 메커니즘은 대비 메커니즘뿐만 아니라 현미경이 사용되는 방식(렌즈, 조리개 및 감지기 설정)에 따라 사용자에게 다양한 종류의 정보를 알려준다. 이것이 의미하는 바는 TEM이 매우 다양한 나노미터 및 원자 분해능 정보를 반환할 수 있다는 것이다. 이상적인 경우에는 모든 원자가 어디에 있는지뿐만 아니라 원자가 어떤 종류인지, 원자가 서로 어떻게 결합되어 있는지도 알 수 있다. 이러한 이유로 TEM은 생물학 및 재료 분야 모두에서 나노과학의 필수 도구로 간주된다.
최초의 TEM은 1931년 맥스 놀과 에른스트 루스카에 의해 시연되었으며, 이 그룹은 1933년에 빛보다 더 큰 해상도를 가진 최초의 TEM을 개발했고, 1939년에 최초의 상업용 TEM을 개발했다. 1986년에 루스카는 다음으로 투과전자현미경 개발을 인정받아 노벨 물리학상을 수상했다.

## 같이 보기
- 전자현미경
- 저온전자현미경
- 전자 회절